# Blutorden

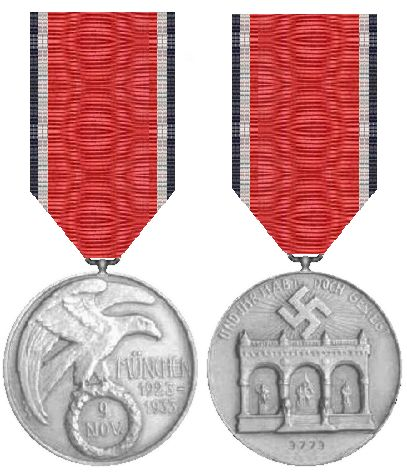
Heute verfassungsfeindliches Propagandamittel: der Blutorden, offiziell: „Ehrenzeichen des 9. November 1923“

Der Blutorden, offiziell das Ehrenzeichen des 9. November 1923, war ein Ehrenzeichen der NSDAP. Anlass der Stiftung des Blutordens und des Goldenen Ehrenzeichens der NSDAP durch Adolf Hitler war der zehnte Jahrestag der „nationalen Erhebung vom 9. November 1923“.
Das Abzeichen zählt in der Bundesrepublik Deutschland als NS-Propagandamittel zu den Kennzeichen verfassungswidriger Organisationen im Sinne des § 86a StGB, sodass seine Herstellung und das öffentliche Tragen oder Verbreiten verboten sind.

## Im Nationalsozialismus

### Offizielle Verleihungsvoraussetzungen
Den Blutorden verlieh Hitler im ersten Jahr der Machtübernahme der NSDAP am 9. November 1933. Auf ihm ist das Hakenkreuz abgebildet. Der später offiziell gewordene Name Blutorden war an den der Blutfahne angelehnt. Er zielte auf den Ehrenkult um die getöteten Teilnehmer des Hitlerputsches ab.
Ursprünglich sollte die Medaille als Ehrenzeichen nur an besonders verdiente Parteigenossen verliehen werden, die bereits viele Jahre vor dem Regierungsantritt vom 30. Januar 1933 im Sinne des Nationalsozialismus politisch aktiv waren. In späteren Jahren wurde der Empfängerkreis stark ausgeweitet.
Auch die Namensgebung variierte. Die Medaille wurde u. a. Ehrenzeichen am Band oder Erinnerungszeichen für aktive Kämpfer der nationalen Erhebung 1923 genannt.

### Tatsächliche Verleihungspraxis und Empfängerkreis

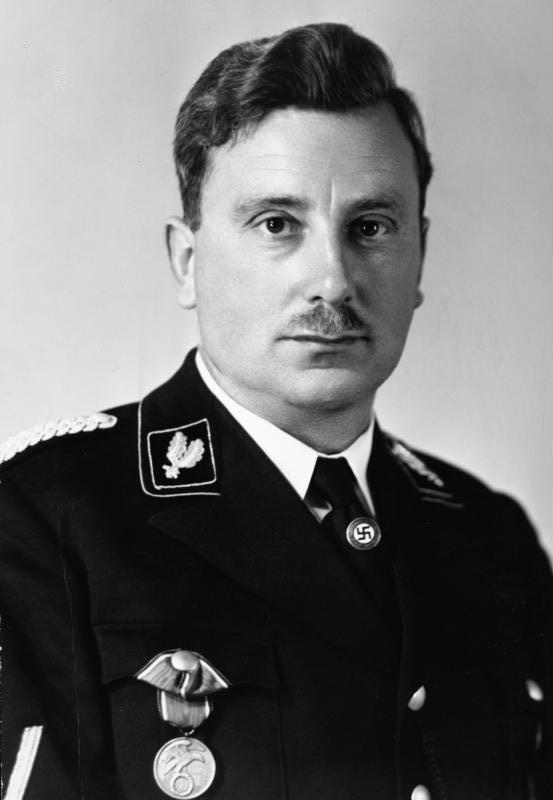
Der Blutorden (hier Blutordensträger Emil Maurice) wurde an der rechten Brusttasche getragen.

Im Dritten Reich galten die Träger der Medaille zur Erinnerung an den 9. November 1923 als „Helden der Bewegung“ bzw. „Alte Kämpfer“. Der Empfängerkreis kann grob in vier Kategorien eingeteilt werden:
- Kategorie 1: Ursprünglich war der Blutorden nur für Teilnehmer am Hitlerputsch am 9. November 1923 in München vorgesehen, wenn eindeutig feststand, dass der Träger auf nationalsozialistischer Seite gestanden hatte. Eine direkte Teilnahme wurde auch dann angenommen, wenn der Träger zwar in Marsch gesetzt wurde, aber aus verschiedenen Gründen nicht direkt an den Kampfhandlungen teilgenommen hatte. Die Zahl dieser ersten Runde von Medaillen-Trägern betrug etwa 1500. Allerdings waren nicht alle Träger der Kategorie 1 zum damaligen Zeitpunkt Parteimitglied. Vielmehr gehörten 34 % der Träger einem Freikorps an. Nur 50 % der Träger waren 1923 tatsächlich Mitglied der NSDAP gewesen. Beispielsweise war es damals aktiven Soldaten nach dem § 36 des Wehrgesetzes verboten, an politischen Versammlungen teilzunehmen oder Mitglied in einem politischen Verein bzw. Partei zu werden.[4] Allerdings stand die Mehrzahl der Offiziere und Offizieranwärter der Zentralen Infanterieschule der Reichswehr in München dem Deutschen Kampfbund nahe.[5] Er war auf Initiative Adolf Hitlers und Erich Ludendorffs auf dem Deutschen Tag am 1. und 2. September 1923 in Nürnberg durch Vereinigung des Bundes Oberland mit dem Bund Reichskriegsflagge unter der Führung der SA entstanden.[6] Dadurch gelang es den Aufrührern am Abend des 8. November 1923, den Schulkommandeur festzunehmen und 20 Stammoffiziere sowie 80 anwesende Offizieranwärter als „Sturmkolonne Ludendorff“ für den Umsturzversuch zu gewinnen. Später wurde die Medaille auch an viele Teilnehmer des österreichischen Juliputsches von 1934 verliehen.

- Kategorie 2: Die „Alten Kämpfer“, die bereits vor dem 1. Januar 1932 Parteigenossen der NSDAP waren und deren Mitgliedschaft bis zum Verleihungstag ununterbrochen bestanden hatte. Eine ruhende Mitgliedschaft wegen Wehrdienstes schadete nicht. Allerdings waren nationalsozialistische Überzeugung und „charakterliche Würdigkeit“ gefordert.

- Kategorie 3: Ab Mai 1938 wurde der Kreis der Medaillenträger auf Parteimitglieder erweitert, die im Kampf der Nationalsozialisten um die Macht im Staat zum Tode verurteilt und schließlich zu lebenslanger Haft begnadigt wurden. Schließlich wurden sogar Parteiangehörige mit der Medaille ausgezeichnet, die nur eine Freiheitsstrafe von mindestens einem Jahr verbüßt hatten oder eine schwere Verletzung erlitten hatten, die auf die politische Betätigung für den Nationalsozialismus zurückzuführen war.

- Kategorie 4: In manchen Fällen erfolgte die Verleihung postum. Der Letzte, dem die Medaille nachträglich verliehen wurde, war am 4. Juni 1942 Reinhard Heydrich.

Sofern eine dieser Bedingungen erfüllt war, konnte die Auszeichnung gemäß einer „Verfügung des Stellvertreters des Führers vom 27. März 1941“ auch an Frauen verliehen werden. Allerdings blieben Verleihungen an Frauen eher die Ausnahme. Die wohl bekannteste Blutordensträgerin war Eleonore Baur, genannt „Schwester Pia“. Im November 1938 war sie – noch vor der Verfügung von 1941 – die einzige mit dem Orden ausgezeichnete Frau. Kaum bekannt sind hingegen die 15 weiteren Frauen, welche die Auszeichnung bis November 1942 verliehen bekamen und von denen bis auf eine alle aus Österreich kamen. Eine dieser österreichischen Blutordensträgerinnen war Maria Theresia von Metnitz, eine Mitarbeiterin der illegalen Kärntner Gauleitung, die zwischen 1934 und 1936 zwei längere Haftstrafen verbüßte und im September 1946 erneut zu einer dreijährigen Kerkerstrafe verurteilt wurde. Nahezu völlig unbekannt ist auch die Hebamme Ludmilla Gaich aus Stainz, welche die einzige Frau der Steiermark war, die vom Militärgericht in Graz im Zusammenhang mit dem Juliputsch zu einer Haftstrafe verurteilt wurde. Wegen versuchter Verleitung zum Mord erhielt sie eine zweijährige Kerkerstrafe.
Anlässlich der Verleihung Ende 1933 an den Reichsstatthalter in Braunschweig und Anhalt, Wilhelm Loeper, prophezeite man im Ausland: „Vielleicht ist die Zeit nicht ferne, wo er sich dieser seltenen Auszeichnung schämt.“
Der Blutorden wurde nur auf Antrag des Bewerbers selbst bzw. des zuständigen Parteifunktionärs verliehen. Verleihungen wurden im Verordnungsblatt der Reichsleitung der NSDAP veröffentlicht. Insgesamt wurden bis Kriegsende rund 4.000 Medaillen verliehen. Die Medaillen wurden auf der Rückseite nummeriert und ihre Träger in einer Matrikel erfasst.

## Heute: Verfassungsfeindliches Abzeichen
Der „Blutorden“ gehört zu jenen nationalsozialistischen Ehrenzeichen, die zu führen in der Bundesrepublik Deutschland nach dem Gesetz über Titel, Orden und Ehrenzeichen von 1957 in keiner Form zulässig ist.